# تکه قیه‌سی (کوه)
قله تکه قیه‌سی با ارتفاع ۲۸۵۰ متر در غرب شهر زنجان و در نزدیکی روستای گلجیک و چسبیده به روستای آقبلاغ زنجان از توابع شهرستان زنجان قرار دارد. در جبهه شمالی این کوه دیواره‌ای زیبا به ارتفاع ۱۲۶ متر وجود دارد که صعود از آن نیاز به تجهیزات صخره‌نوردی دارد.

## دلیل نام‌گذاری
این کوه با تلفظ محلی تکه گایاسی با معنای صخره ی بز کوهی بخاطر وجود بزکوهی درسالیان گذشته مزین بر علت این نام‌گذاری شده است

## مسیر کوه
مسیر کوه از سمت شهر زنجان با مصافت 40 کیلومتر از جاده قدیم زنجان به تبریز

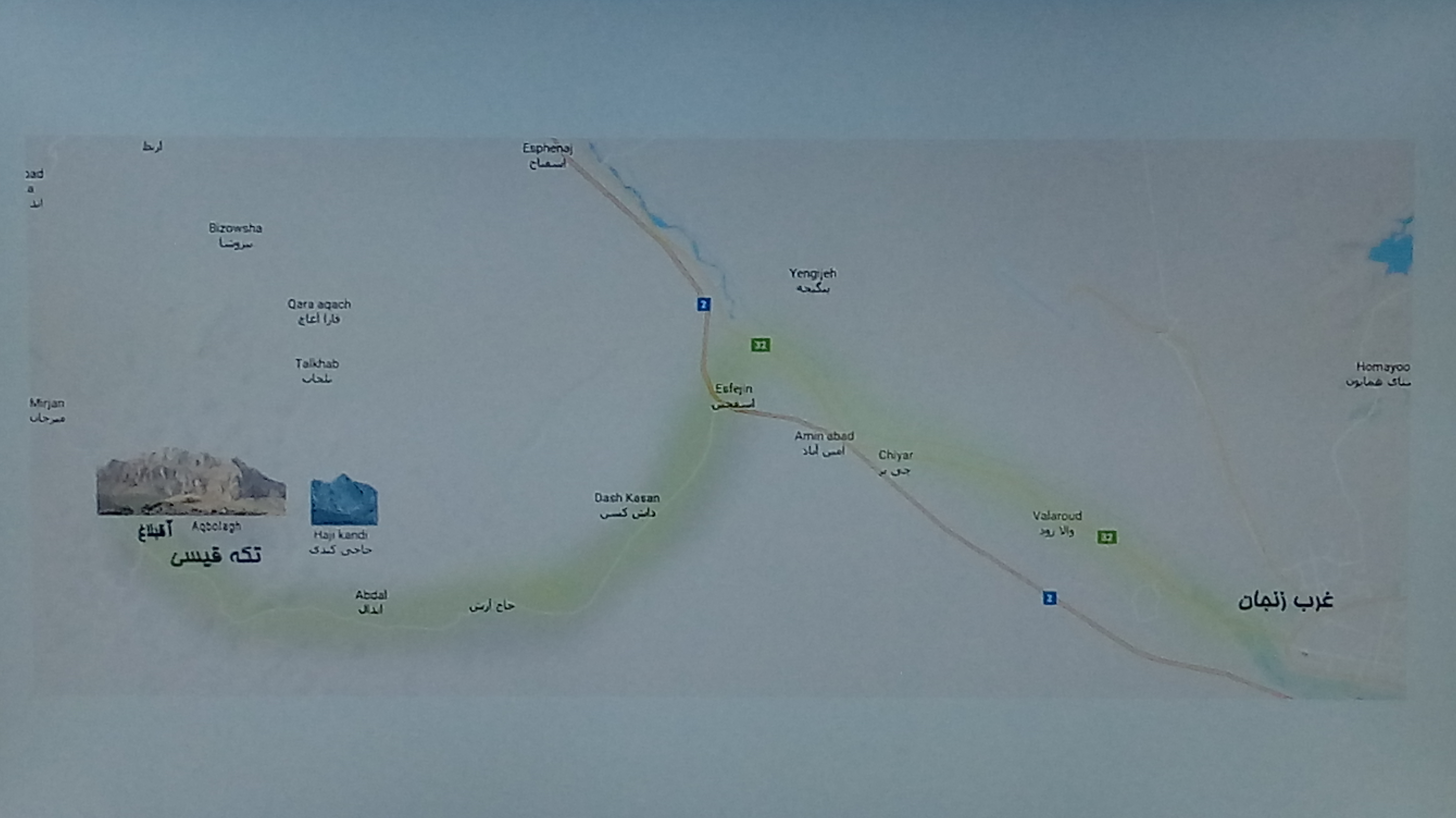
مسیر کوه

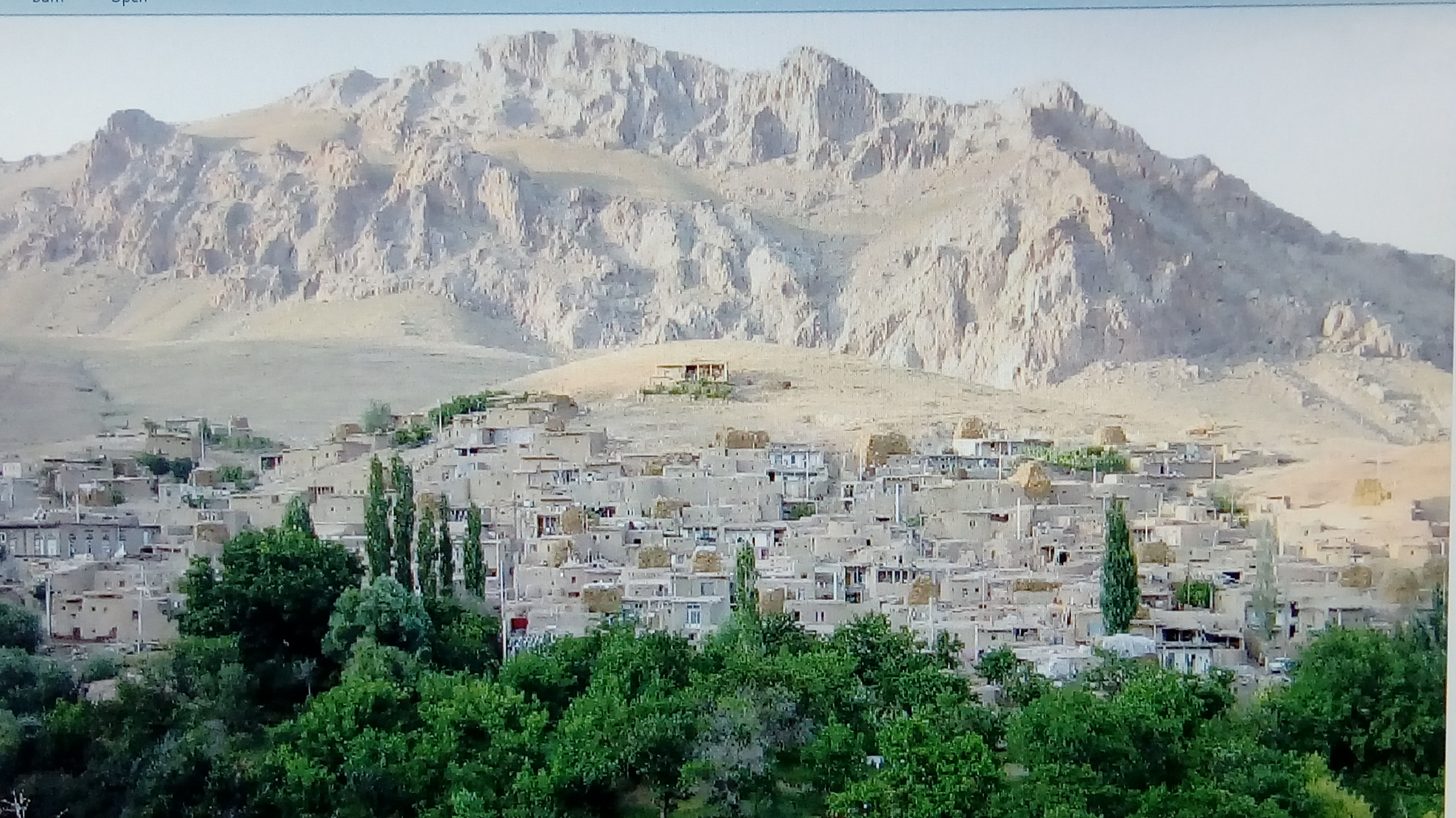
روستای آقبلاغ در دامنه ی کوه تکه قیسی